# Burg Helmsheim
Die Burg Helmsheim ist eine abgegangene Höhenburg auf dem „Schlossbuckel“ etwa 800 Meter westlich des Ortsteils Helmsheim der Stadt Bruchsal im Landkreis Karlsruhe in Baden-Württemberg.
Die Burg wurde von den Herren von Helmsheim erbaut, 1207 erwähnt, um 1483 zerstört und 1870 eingeebnet. Von der Burganlage ist physisch nichts erhalten, außer ein paar Quadersteine, die sich in der Friedhofsmauer befinden.